# Rada Młodych Rolników
Rada Młodych Rolników – organ pomocniczy Ministra Rolnictwa i Rozwoju Wsi, powołany w celu konsultacji strategicznych i programowych dokonań związanych z polityką rolną, inicjowanie nowych rozwiązań priorytetowych, związanych ze wzrostem znaczenia technologii cyfrowej.

## Zadania Rady
Do zadań Rady należy:
- opiniowanie przedkładanych przez Ministra projektów dokumentów strategicznych i innych dokumentów dotyczących spraw objętych działami administracji rządowej kierowanymi przez Ministra;
- przedstawianie inicjatyw i propozycji dotyczących rozwiązań w zakresie spraw objętych działami administracji rządowej kierowanymi przez Ministra, w tym rozwiązań systemowych oraz służących wdrażaniu innowacji;
- analizowanie bieżących problemów występujących w obszarze spraw objętych działami administracji rządowej kierowanymi przez Ministra i przedstawianie propozycji ich rozwiązania,
- inicjowanie nowych rozwiązań systemowych, które pomogą polskiemu rolnictwu sprostać wymogom cyfrowej rzeczywistości,
- wdrożenie nowoczesnych technologii cyfrowej,
- -pośredni wpływ na uatrakcyjnienia polskiej wsi jako miejsca do pracy i życia młodych aktywnych, chcących się rozwijać ludzi.

## Członkowie Rady
Członków Rady powołuje i odwołuje Minister. Minister powołuje przewodniczącego Rady i jego zastępcę.
Koszty funkcjonowania Rady są pokrywane ze środków budżetowych z części 32 – Rolnictwo, dział 750 – Administracja publiczna, rozdział 75001 – Urzędy naczelnych i centralnych organów administracji rządowej.
Obsługę organizacyjną oraz techniczno-biurową Rady zapewnia Departament Oświaty i Polityki Społecznej w Ministerstwie Rolnictwa i Rozwoju Wsi.